# Diastatops dimidiata
Diastatops dimidiata là loài chuồn chuồn trong họ Libellulidae. Loài này được Linnaeus mô tả khoa học đầu tiên năm 1758.